# Paramjit Singh Sahai
Paramjit Singh Sahai es un diplomático, indio retirado.
- Paramjit Singh Sahai es el hijo de Manjlt Kaur y Sardar Harbhajan Singh.
- El 01 de junio de 1963 entró al Indian Foreign Service.
- De 1977 a 1980 fue Alto Comisionado en Lilongüe (Malaui).
- De abril de 1988 a 22 de mayo de 1990 fue embajador en Adén
- De septiembre de 1992 a 1 de agosto de 1996 fue embajador en Estocolmo.
- De 1981 a 1984 fue Jefe de la Oficina Consular, Pasaporte y Visa en el Ministerio de Asuntos Exteriores (India), Nueva Delhi.
- De 1982 a 1984 dirigió la delegación de la India en el Grupo de Trabajo de las Naciones Unidas para la redacción de la Convención de la ONU sobre Trabajadores Migratorios y sus Familias.
- En 1983 fue el responsable de la redacción y aprobación de la Ley de Emigración de la India.
- De 02 de octubre de 1996 Alto Comisionado en Kuala Lumpur.
- En 1991 en el momento de la ruptura de la Unión Soviética fue Jefe Adjunto de Misión en Moscú.
- De 02 de octubre de 1996 a septiembre de 2000 fue Alto Comisionado en Kuala Lumpur (Malasia).[1]
- Ha publicado artículos relacionados con la diplomacia cultural, medios de comunicación, la diáspora, la migración, y la relación de la India con el Sur, Sur-Oriente y Asia Central, la ASEAN y la SAARC, incluyendo un documento sobre la emigración de la India (publicado en un libro por el OIT en 2004).
- Editó dos libros - entre India y Eurasia: El camino por delante (2008) y Mujeres que guían el destino de Asia del Sur (2010) - y los informes publicados - El Estudio de Indian Diáspora con especial referencia al Desarrollo y Migración del Estado de Punjab para la Ministerio de Asuntos Indios en el Extranjero, Gobierno de la India (2011) y Migración y Desarrollo con Enfoque sobre Remesas en el Sector Agricultura de Estudio de País de la FAO en la India (2011).[2]